# Cello (瀏覽器)
Cello是第一款適用於Microsoft Windows的網頁瀏覽器，由康奈爾法學院法律資訊研究所的托馬斯·布魯斯（Thomas R. Bruce）所開發。1993年作為共享軟體發布。
Cello的開發是因為律師的網路使用需求，他們大部分使用Microsoft Windows，而不是早期網頁瀏覽器支援的UNIX作業系統。缺乏Windows的瀏覽器意味著許多法律專家無法讀取網路上的法律資訊。Cello在1993至1994年間相當流行，但是在Mosaic和Netscape出現後就不再受歡迎了，之後停止開發。

## 發展歷程
Cello的發展始於1992年，1993年6月推出測試版，1993年7月發行。
康乃爾法學院的法律資訊研究所於1992年建立了網際網路上第一個法律網站。然而，當時Microsoft Windows作業系統沒有網頁瀏覽器。因此，為了讓律師使用他們的網站，法律資訊研究所開發了第一個基於Windows的網頁瀏覽器。
儘管當時的其他瀏覽器都是以CERN的WWW函式庫Libwww為基礎，但是當時的個人電腦功能不夠強大，無法執行UNIX導向的代碼。因此，托馬斯·布魯斯不得不重寫大部分的函式庫才能在Microsoft Windows上工作。與當時大多數商業瀏覽器不同，Cello沒有使用Mosaic的原始碼，因此具有不同的外觀和質感。
微軟Windows部門總裁史蒂芬·辛諾夫斯基在1994年6月的一封電子郵件中寫道：「我們目前沒有計劃在即將發行的Windows 95中使用任何其他客戶端軟體，像是Mosaic或Cello之類的軟體。」然而，1995年1月11日，微軟宣布已經獲得Spyglass的Mosaic技術授權，並將使用該技術建立Internet Explorer。1995年8月15日，微軟推出了用於自己的Windows 95網頁瀏覽器Internet Explorer 1。雖然它沒有隨Windows 95的原始版本發行，但它被包含在Windows 95的Microsoft Plus發售。
Cello於1993年發行時，是Microsoft Windows平台唯一的瀏覽器。發布後不久，Cello每天的下載量為500次。顯然，它在法律界內獲得了相當多的使用和認可。Cello易於安裝而受讚譽，因為不需要安裝Windows 3.1的Win32s或TCP/IP堆疊。隨著Windows 95的發布，提供了更好的TCP/IP接口，Cello因此逐漸被放棄使用。到了1995年，Cello就像Mosaic一樣，被Netscape和Internet Explorer兩大新興瀏覽器所取代。

## 缺點
Cello不是很穩定，而且很快就停止開發了。
Cello無法很好地渲染圖形，調整視窗大小時需要重新載入網頁。如同當時的大多數瀏覽器，Cello不支持任何網路安全協議。也有人說，Cello渲染HTML的方式很“粗糙”，網頁看起來參差不齊。
Cello在存取網際網路和處理超媒體文件表現不佳。

## 外部連結
- .   [2017年8月13日]. （原始内容存档于2004年2月17日）.